# Frigga quintensis
Frigga quintensis är en spindelart som först beskrevs av Albert Tullgren 1905. 
Frigga quintensis ingår i släktet Frigga och familjen hoppspindlar. Inga underarter finns listade i Catalogue of Life.